# Schachtofen

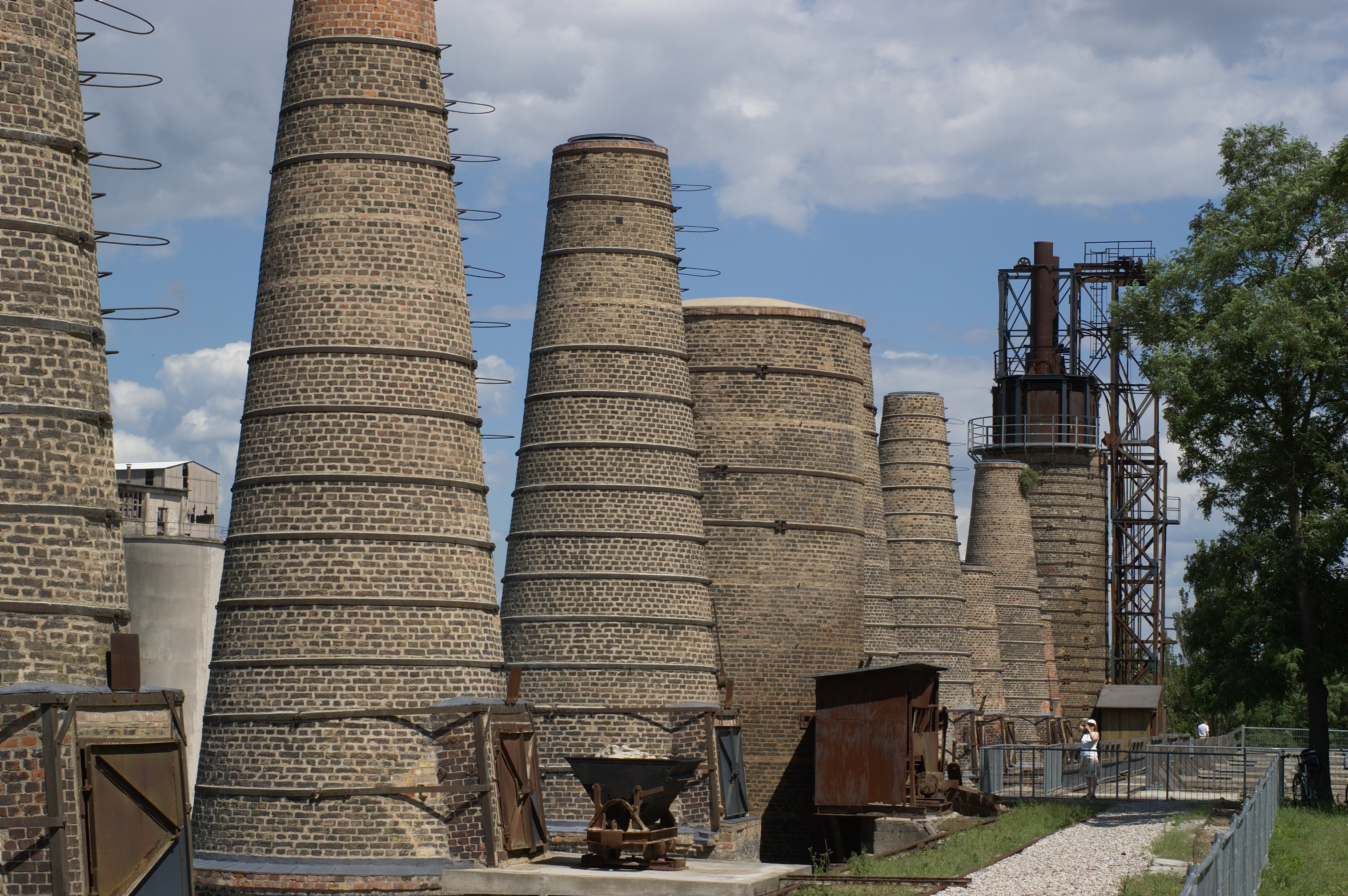
Schachtofenbatterie im Museumspark Rüdersdorf bei Berlin

Ein Schachtofen ist ein Ofen bzw. Brennofen mit der geometrischen Grundform eines auf seiner Grundfläche stehenden Hohlzylinders, Hohlkegels oder Hohlquaders, wobei die Höhe des Ofenkörpers seine Länge und Breite um ein Vielfaches übertreffen kann.
Am unteren Ende des Ofeninnenraums befindet sich die Feuerstelle, deren Verbrennungsgase aufgrund des von der Form erzeugten Kamineffektes  nach oben geleitet werden, dort entweichen und vom Wind davongetragen oder als Energielieferant für Maschinen weitergenutzt werden.
Im Laufe der Menschheitsgeschichte wurden verschiedene Schachtöfen mit leicht abweichender Grundform entwickelt, die entweder zum Heizen oder vor allem in der Metallurgie zur Erzeugung möglichst reiner Metalle aus Erzen → Rennofen bzw. zur Herstellung von gebranntem Kalk aus Kalkstein oder zum Brennen von Backsteinen oder Dachziegeln dienten bzw. immer noch dienen.
Der „Schachtofenbauweise“ zugeordnet werden der Kamin als ummauerte Feuerstelle in Verbindung mit einem Schornstein z. B. hier: Im europäischen Raum der viereckig gemauerte und bis zu 10 Meter hohe Stückofen, der daraus entwickelte Hochofen sowie der Kupolofen. Oder der Gebläseschachtofen der Südbaja in Kamerun, der japanische Tatara-Ofen und der Zugofen der Bogoto in Kamerun.